# Касумов Велі Айдинович
Велі Айдинович Касумов (азерб. Vəli Aydın oğlu Qasımov, нар. 4 жовтня 1968, Кіровобад) — радянський та азербайджанський футболіст, що грав на позиції нападника. Насамперед відомий виступами за клуб «Нефтчі», а також національну збірну Азербайджану.
Згодом — футбольний тренер.

## Клубна кар'єра
Почав грати у футбол в юнацькій команді «Харчовик» свого рідного міста Кіровабад.
В 1983–1986 роках грав у Харкові, у командах «Трудові Резерви», «Маяк» та «Металіст» (Харків). В 1987–1991 роках виступав за «Нефтчі» (Баку) у вищій та першій лізі чемпіонату СРСР. Більшість часу, проведеного у складі бакінського «Нефтчі», був основним гравцем атакувальної ланки команди і одним з головних бомбардирів команди, маючи середню результативність на рівні 0,36 голу за гру першості.
Після розвалу Союзу перейшов у московський «Спартак», потім в «Динамо», де став найкращим бомбардиром чемпіонату Росії 1992 року і № 1 в списку 33-х найкращих (1992).
З 1992 року грав у Іспанії, за клуби «Реал Бетіс», «Альбасете».
Успішна кар'єра в Іспанії перервалася через травму, яку завдав Касумова гравець «Тенерифе» Йоканович (зламав 2 пальці на нозі). Касумов пропустив 5 місяців, а «Альбасете» вилетів до Сегунди. На початку Касумов відмовлявся грати у другому дивізіоні, але просидівши без гри ще півроку, погодився на варіант з клубом Сегунди «Есіха».
З 1997 грав за португальські клуби «Віторія» і «Імортал».
Завершив професійну ігрову кар'єру у «Іморталі», за команду якого виступав протягом 1999–2001 років. Живе в Іспанії.

## Виступи за збірну
У складі збірної СРСР до 16 років став переможцем юнацького чемпіонату Європи 1985 року.
1994 року дебютував в офіційних матчах у складі національної збірної Азербайджану. Протягом кар'єри у національній команді, яка тривала 5 років, провів у формі головної команди країни 14 матчів.

## Тренерська робота
2010 року став головним тренером юнацької збірної Азербайджан U-19, паралельно був помічником німецького спеціаліста Берті Фогтса у тренерському штабі національної збірної країни.
Згодом з березня до вересня 2016 року очолював тренерський штаб бакинського «Нефтчі».

## Досягнення
- Чемпіон Європи (U-16): 1985
- Найкращий бомбардир чемпіонату Росії: 1992
- Чемпіон Росії 1992 року в складі московського «Спартака» (медаль не отримував)
- Бронзовий призер чемпіонату Росії 1992 року в складі московського «Динамо»

## Статистика клубних виступів
| Сезон     | Команда             | Кількість ігор | Кількість голів |
| --------- | ------------------- | -------------- | --------------- |
| 1985      | «Маяк» (Харків)     | 3              | 2               |
| 1985      | «Металіст» (Харків) | 8              | 1               |
| 1986      | «Металіст» (Харків) | 15             | 1               |
| 1987      | «Нефтчі» (Баку)     | 23             | 0               |
| 1988      | «Нефтчі» (Баку)     | 25             | 2               |
| 1989      | «Нефтчі» (Баку)     | 41             | 16              |
| 1990      | «Нефтчі» (Баку)     | 28             | 22              |
| 1991      | «Нефтчі» (Баку)     | 38             | 16              |
| 1992      | «Спартак» (Москва)  | 6              | 0               |
| 1992      | «Динамо» (Москва)   | 17             | 16              |
| 1992/1993 | «Бетіс»             | 14             | 6               |
| 1993/1994 | «Бетіс»             | 25             | 3               |
| 1994/1995 | «Бетіс»             | 3              | 0               |
| 1995/1996 | «Альбасете»         | 22             | 4               |
| 1996/1997 | «Есіха»             | 14             | 0               |
| 1997/1998 | «Віторія» (Сетубал) | 24             | 11              |
| 1998/1999 | «Віторія» (Сетубал) | 17             | 4               |
| 1999/2000 | «Імортал»           | 15             | 9               |
| 2000/2001 | «Імортал»           | 31             | 7               |